# 酈仲棟
酈仲棟（1931年12月21日—），字天柱，中華民國空軍中將。

## 生平
生於浙江省諸暨縣四十六都藍社（今浬浦鎮馬酈村），正賢之長子也。1949年跟隨國民黨來到台灣之後，任陸軍第23軍任通信員，後編調陸軍總部通信隊任少尉通信技術員。1951年考取黃埔陸軍軍官學校第24期，畢業後歷任空軍高砲連連長、空軍防空學校中隊長、防砲營長、團長、司令部處長、參謀長。1984年晉升空軍少將，同時調任空軍防空學校校長，後轉任陸軍砲訓部指揮官。1986年任空軍防砲司令部司令；1989年晉升空軍中將、中華民國總統府參軍。
1990年3月由總統府中將參軍一職外職停役。1992年退休，於同年1月1日任國軍退除役官兵輔導委員會主任秘書，5月1日調派馬蘭榮家主任。2005年6月主編《浣江酈氏藍社家譜》

## 家庭
酈仲棟配台灣嘉義李氏，生一子：建光；三女：陳酈氏（台南）、陳酈氏（台北）、黃酈氏（桃園）。

## 著作
- 《五十防空生涯記述》：2011年著自傳